# Ancestors: The Humankind Odyssey
Ancestors: The Humankind Odyssey ist ein Computerspiel aus dem Jahr 2019 für Microsoft Windows, Xbox One und PlayStation 4.

## Handlung
Das Spiel spielt vor 10 Millionen Jahren im Neogen in Afrika und begleitet einen Stamm Affen, der sich in der Evolution zum Menschen befindet. Als Babyaffe muss man sich nach dem Tod der Mutter im Dschungel zurechtfinden. Das Spiel verfügt über keine klare Handlung und stattdessen soll sich der Spieler auf seine Instinkte verlassen und die offene Spielwelt erkunden. Die Entwicklung soll 8 Millionen Jahre dokumentieren.

## Spielprinzip
In dem Spiel steuert der Spieler einen Affen, der durch Erkunden und Experimentieren mit der Umwelt und Sammeln von Achievements neue Fähigkeiten freischaltet, die wichtig für die Evolution zum Menschen sind und der Spielfigur mehr Intelligenz verschafft. Diese werden in der DNA gespeichert und können an weitere Generationen weitergeben werden. Auf Hilfestellungen und eine Karte wird hierbei weitgehend verzichtet, so dass der Spieler zum selber Ausprobieren gezwungen wird. Sind alle Voraussetzungen für einen Zeitsprung erfüllt, können sich die Mitglieder eines Stammes in eine neue Spezies verwandeln, die genetische Vorteile mit sich bringen.
Ebenfalls müssen die Bedürfnisse zum Überleben und die Gesundheit der Spielfigur wie Schlaf und die Aufnahme von Nahrung und Wasser eingehalten werden. Stirbt die Spielfigur, spielt der Spieler mit einem anderen Affen des Stamms weiter. Ist der Stamm komplett ausgestorben, muss der Spieler von vorn beginnen. Es gibt die drei Altersstufen – Baby, Erwachsener und Greis – die über unterschiedliche Bedürfnisse verfügen.
Des Weiteren muss der Spieler den Stamm vergrößern und seine Territorien erweitern. Dafür muss sich der Spieler auch gegen feindliche Raubtiere in der Wildnis stellen bzw. ihnen ausweichen und seine Urängste überwinden. Urängste treten durch Angriffe von Raubtieren oder dem Erkunden neuer Orte auf, die durch akustische und visuelle Halluzinationen verdeutlicht werden und können durch glühende Lichtkugeln überwunden werden. Im Extremfall können sie zu Hysterie werden. Auch das Nutzen der Sinne (Sehen, Hören, Schmecken, Tastsinn und Riechen), der Werkzeuggebrauch und deren Herstellung durch Crafting und dem Sammeln von pflanzlichen, tierischen und mineralischen Ressourcen stellt dabei einen wichtigen Spielbestandteil dar. Die Spielfigur kann sich schnell auf Bäumen bewegen und so besser die Welt erkunden und Gefahren ausweichen. Nur wenn der Spieler Kinder mit auf die Erkundungstouren mitnimmt, werden neuronale Energie bzw. Erfahrungspunkte gesammelt.
Gespielt wird aus der Third-Person-Perspektive. Mit der Zeit werden soziale Aufgabenverteilungen für den Stamm freigeschaltet.

## Entwicklung und Veröffentlichung

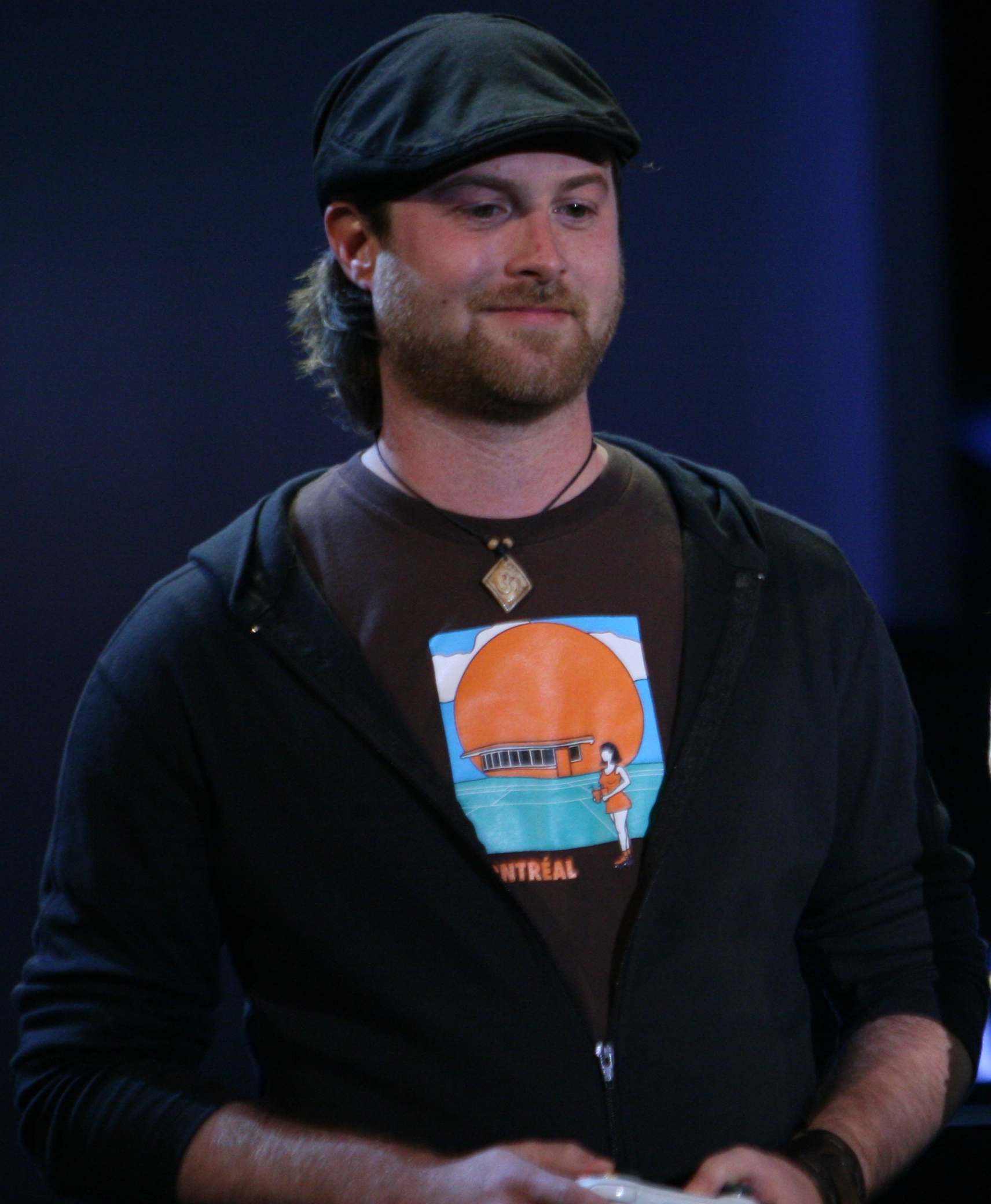
Ancestors ist Patrice Désilets erstes Spiel nach Assassin’s Creed: Brotherhood aus dem Jahr 2010.

Das Spiel wurde von Panache Digital Games entwickelt, einem Studio, das 2014 von Patrice Désilets eröffnet wurde, nachdem er Ubisoft verlassen hatte. Zuvor hatte er an Assassin’s Creed: Brotherhood gearbeitet. Er war gelangweilt von den Spielen mit prähistorischem Setting und las Bücher über Paläoanthropologie, um das Setting besser abzubilden. Inspirationen aus Film und Popkultur wollte er dabei vermeiden. Er stellt sich das Spiel als ersten Teil einer Trilogie vor, die enden soll, wenn die Spielfigur ein Stadium des Vormenschen Lucy erreicht hat.
Das Spiel wurde bei Reboot Develop 2015 in Dubrovnik von Désilets angekündigt. Das Entwicklerstudio entschied sich anfangs dazu, das Spiel episodisch veröffentlichen zu wollen, da es klein war und finanzielle Mittel gefehlt haben, verwarf aber die Idee, als es Unterstützung von dem Spielentwickler Private Division erhielt.
Der erste Trailer wurde auf der Electronic Entertainment Expo (E3) 2015 vorgestellt. Erstes Material war auf der 2019 zu spielen. Das Spiel wurde am 27. August 2019 für Microsoft Windows im Epic Games Store veröffentlicht. Erst ein Jahr später erschien es auch auf Steam. Grund dafür ist ein Exklusivvertrag mit Epic Games. Die Versionen für PlayStation 4 und Xbox One erschienen im Dezember 2019.

## Rezeption
Das Spiel erhielt gemischte Wertungen. Auf Metacritic hat das Spiel einen Metascore von 64 bis 72 von 100 Punkten.
Kritisiert wird, dass sich die Spielwelt mit der Zeit kaum verändert und es regelmäßige, sich ständig wiederholende Spielabläufe gibt, die notwendig sind, um einen Fortschritt im Spiel zu erreichen (Grinding). Ebenfalls werden das fehlende manuelle Speichern, Schwächen in der Grafik und zu wenige Möglichkeiten beim Crafting kritisiert.
Gelobt wird hingegen die detailreiche Gestaltung der Flora und Fauna der einzelnen Biome und die Freischaltungsmöglichkeiten für neue Fähigkeiten. Außerdem werden die Wettereffekte, die Animationen und der Soundtrack gelobt. Ebenfalls wird das Grundkonzept als innovativ, ambitioniert und kreativ angesehen. Allerdings mangle es bei der Umsetzung an einer Langzeitmotivation und abwechslungsreichen Spielaufgaben. Die GameStar bezeichnet das Spiel aufgrund der Vereinigung von Action-Adventure und Survival Horror auch als eine Mischung aus Uncharted und Rust. Das langsame Spieltempo und Spielprinzip ist zudem nicht für jeden ansprechend.